# Абдер
Абдер (на старогръцки: Ἄβδηρος) в древногръцката митология е син на Хермес (или на Посейдон и наядата Фрония). Според други е син на аргонавта Менетий и, по този начин брат на Патрокъл.
Приятел, а според Аполодор, и любим на Херкулес. Херкулес го взел със себе си, когато тръгнал да изпълни осмата задача на Евристей. След като откраднали конете, Диомед тръгнал да ги преследва. Херкулес оставил конете под грижата на Абдер и се впуснал в битка. Абдер не успял да се удържи конете и бил разкъсан от тях. Близо до неговия гроб Херкулес основал град Абдера.